# IC 3246
IC 3246 је елиптична галаксија у сазвјежђу Дјевица која се налази на листи објеката дубоког неба у Индекс каталогу.
Деклинација објекта је + 13° 3' 6" а ректасцензија 12h 23m 17,2s. Привидна величина (магнитуда) објекта IC 3246 износи 15,3 а фотографска магнитуда 16,3.